# Answerbag
Answerbag var en webbplats på Internet där användarna kunde ställa frågor och få ett eller flera svar. Man började 2003, och mot slutet av 2006 hade den blivit Internets näst största sådana sida, bara Yahoo! Answers var större. Webbplatsen lades ned den 15 december 2015.

## Nivåer och ranking
Användarna kan betygsätta frågor och svar, vilket rankar användarna med poäng.
Nivå 1-2 Beginner
Nivå 3-4 Novice

Nivå 5-9 Contributor

Nivå 10-14 Wiz

Nivå 15-19 Authority

Nivå 20-29 Expert

Nivå 30-39 Professor

Nivå 40-49 Brain

Nivå 50-59 Sage

Nivå 60-69 Maestro

Nivå 70-79 Guru

Nivå 80-89 Swami

Nivå 90 Genius

### Fotnoter
1. ↑  Hitwise Intelligence - LeeAnn Prescott - US: Yahoo! Answers Captures 96% of Q and A Market Share Arkiverad 12 februari 2007 hämtat från the Wayback Machine.